# Habib Elghanian
Habib Elghanian, né le 5 avril 1909 et exécuté le 9 mai 1979, est un homme d'affaires et philanthrope iranien. Représentant la communauté juive en Iran dans les années 1970, il est arrêté et condamné à mort après la Révolution islamique pour des accusations de corruption, de contacts avec Israël et de sionisme. 
Il est le premier juif et homme d'affaires à être exécuté par le gouvernement islamique de Mehdi Bazargan.